# Iryna Chynkarouk
Iryna Chynkarouk (en ukrainien : Шинкарук Ірина Володимирівна) née le 31 juillet 1979 à Fastiv (Ukraine) est une chanteuse.

## Carrière
Elle a commencé à chanter très tôt, quatre ans avec son père Volodymyr Chynkarouk qui était un compositeur et chanteur. Elle a participé à de nombreux festival, gagnant le festival Tchervona Routa en 1991. Elle fut soliste de l'opéra national d'Ukraine.
Elle est Artiste du peuple d'Ukraine.